# Afogados da Ingazeira
Afogados da Ingazeira – miasto i gmina w Brazylii, w stanie Pernambuco, w mezoregionie Sertão Pernambucano, w mikroregionie Pajeú. Według Brazylijskiego Instytutu Geograficzno-Statystycznego, 2016 roku miejscowość liczyła 36 886 mieszkańców.